# Anna Scheps

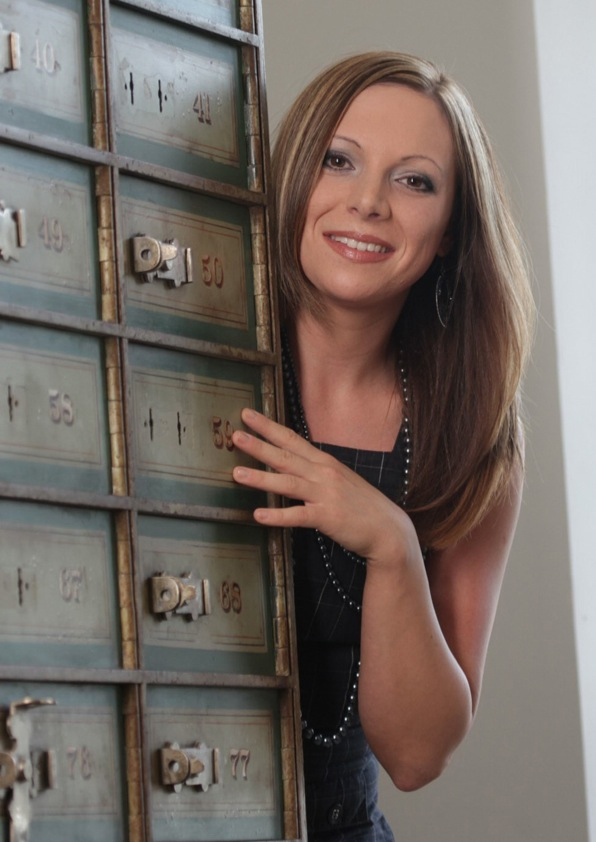
Anna Scheps, 2012

Anna Scheps (* 1982 in Moskau) ist eine russische Pianistin.

## Leben und Wirken
Anna Scheps ist die Tochter des Pianisten Ilja Scheps, ihre jüngere Schwester ist die Pianistin Olga Scheps.
Scheps wurde bereits im Alter von sechs Jahren am Moskauer Konservatorium unterrichtet. Nach der Übersiedlung der Familie im Jahr 1992 besuchte sie zunächst ein Gymnasium in Wuppertal. Von 1995 bis 1997 studierte sie an der Yehudi Menuhin School in London bei Ruth Nye. In London trat sie in der Wigmore Hall und in der Royal Festival Hall auf. Sie war u. a. Stipendiatin der Friedrich-Ebert-Stiftung und der Stiftung Eduard Arnhold und Max Taut der Akademie der Künste Berlin.
Von 2000 bis 2006 studierte sie an der Hochschule für Musik Würzburg bei Bernd Glemser und schloss dort ihr Studium mit Auszeichnung ab. Von 2010 bis 2013 studierte sie nochmals in Glemsers Meisterklasse mit dem Abschluss des Diploms. Meisterkurse absolvierte sie außerdem u. a. bei Lazar Berman, Dimitri Baschkirow und Bella Davidovich.
Scheps  konzertierte in Deutschland sowie in Frankreich, Kanada, den USA u. a. Yehudi Menuhin wählte sie als Solistin aus für die CD Young Virtuosi, die anlässlich seines 80. Geburtstags produziert wurde.
Wegen ihrer drei Kinder pausierte sie bis 2011 für mehrere Jahre. 2014 brachte sie ihre erste eigene CD bei Genuin Classics heraus. 2015 engagierte sie sich für die Vermittlung von Musik bei Schulkindern. Seit 2017 ist sie mit dem Programm „Classic meets Movie“ auf Tournee, in dem sie neben klassischen Werken auch Filmmusik spielt, die sie für Klavier solo bearbeiten ließ. Scheps trat verschiedentlich auch bei Benefizveranstaltungen auf.

## Auszeichnungen
- 1999: Kulturpreis der Stadt Unna

## Diskographie
- 2014: Tänze, Gedichte und Märchen. Mit Werken von Franz Liszt, Franz Schubert, Sergej Rachmaninow, Manuel de Falla, Frédéric Chopin und Nikolai Medtner. Anna Scheps (Klavier). Genuin classics.
- 2022: Classic Meets Movie – Shaken Not Stirred, Naxos